# Стандартное отображение
Стандартное отображение (англ. Standard map), известное также как стандартное отображение Чирикова (англ. Chirikov standard map) и отображение Чирикова — Тейлора (англ. Chirikov-Taylor map) — нелинейное отображение (сохраняющее объём) для двух канонических переменных, {\displaystyle (p,\;x)} (импульса и координаты). Отображение известно своими хаотическими свойствами, которые впервые были исследованы Борисом Чириковым в 1969 году.
Отображение задается такими итерационными уравнениями:
{\displaystyle {\begin{array}{lcr}{p}_{n+1}=p_{n}+K\sin x_{n},\\{x}_{n+1}=x_{n}+p_{n+1},\end{array}}}
где параметр {\displaystyle K} контролирует хаотичность системы.

## Модель ротатора
Стандартное отображение описывает движение классического ротатора — фиксированного стержня, на который не действует сила тяжести и который вращается без трения в плоскости вокруг оси, проходящей через один из его концов. Ротатор также испытывает вызванные внешней силой периодические во времени (с периодом единица) удары бесконечно короткой продолжительности. Переменные {\displaystyle x_{n}} и {\displaystyle p_{n}} соответствуют углу поворота ротатора и его угловому моменту после {\displaystyle n}-го удара. Параметр {\displaystyle K} описывает силу удара. Функция Гамильтона ротатора может быть записана так:
{\displaystyle H={\frac {p^{2}}{2}}+K\delta _{Per}(t)\cos x,}
где функция {\displaystyle \delta _{Per}(t)} — периодическая функция с периодом 1, на одном периоде совпадает с δ-функцией Дирака. Из вышеприведенной функции Гамильтона элементарно получается стандартное отображение.

## Свойства

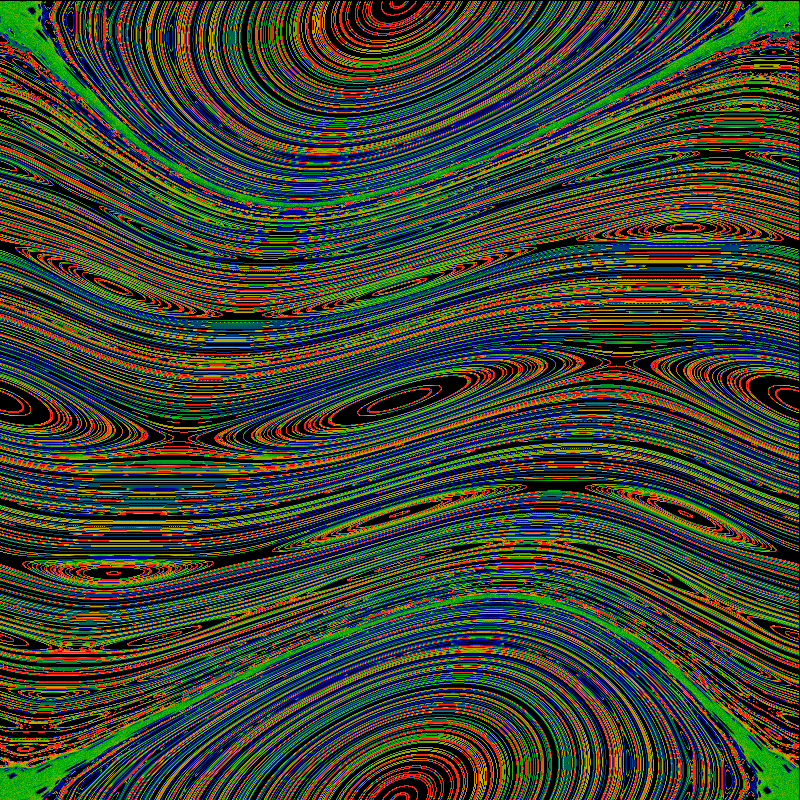
Рис. 1.

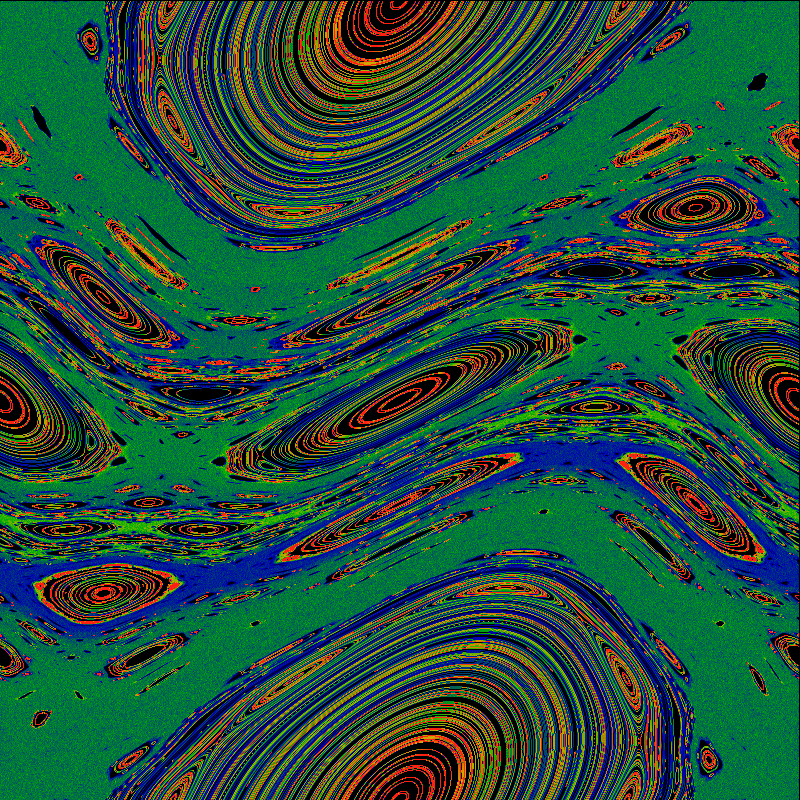
Рис. 2.

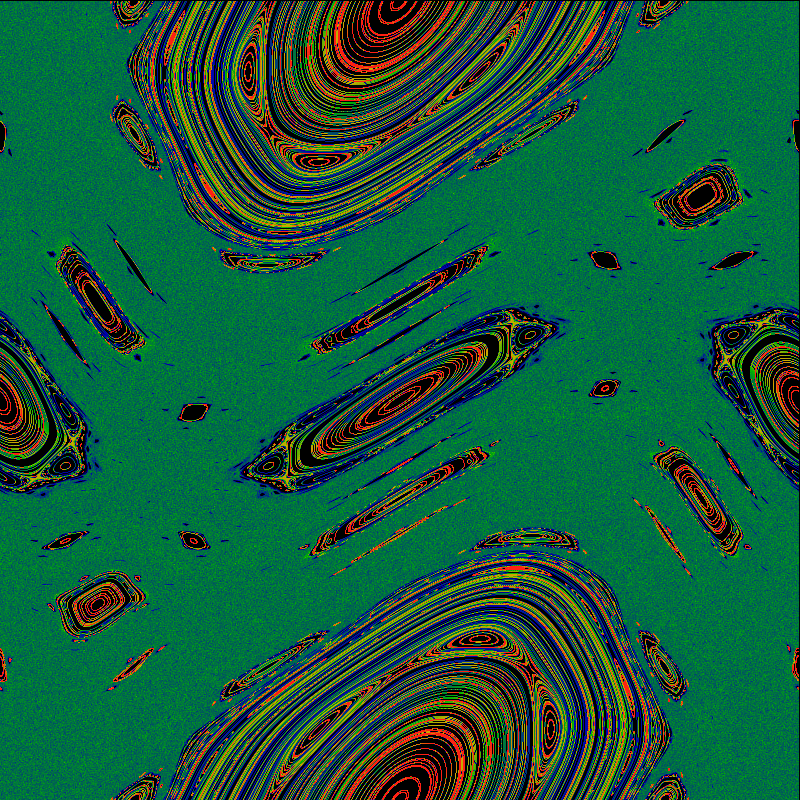
Рис. 3.

Для случая {\displaystyle K=0} отображение является линейным, поэтому существуют лишь периодические и квазипериодические траектории. При {\displaystyle K\neq 0} отображение становится нелинейным, согласно теореме КАМ, происходит разрушение инвариантных торов и движения стохастических слоев, в которых динамика является хаотической. Рост {\displaystyle K} приводит к увеличению областей хаоса на фазовой плоскости {\displaystyle (x,\;p)}. Благодаря периодичности функции {\displaystyle \sin(x)}, динамику системы можно рассматривать на цилиндре [взяв {\displaystyle x\;{\bmod {\;}}(2\pi )}] или на торе [взяв {\displaystyle (x,\;p)\;{\bmod {\;}}(2\pi )}].
Стационарные точки отображения определяются из условия {\displaystyle (x_{n},\;p_{n})=(x_{n+1},\;p_{n+1})}. На интервале {\displaystyle x\in [0,\;2\pi ]}, {\displaystyle p\in [0,\;2\pi ]} такими точками являются {\displaystyle (0,\;0)} и {\displaystyle (\pi ,\;0)} (вследствие симметричности фазовой плоскости системы {\displaystyle (x_{n},\;p_{n})} при инверсии относительно точки {\displaystyle (\pi ,\;\pi )} стационарные точки {\displaystyle (0,\;\pi )} и {\displaystyle (\pi ,\;\pi )} можно не рассматривать).
Анализ линейной устойчивости отображения сводится к анализу системы уравнений
{\displaystyle \left[{\begin{array}{c}\delta x_{n+1}\\\delta p_{n+1}\end{array}}\right]={\hat {M}}\left[{\begin{array}{c}\delta x_{n}\\\delta p_{n}\end{array}}\right],}
{\displaystyle {\hat {M}}=\left[{\begin{array}{cc}1&1+K\cos x_{n}\\1&K\cos x_{n}\end{array}}\right].}
Из условия {\displaystyle \det |{\hat {M}}-\lambda {\hat {I}}|=0} можно определить собственные значения матрицы {\displaystyle {\hat {M}}} для обоих стационарных точек [{\displaystyle (0,\;0)} и {\displaystyle (\pi ,\;0)}]:
{\displaystyle \lambda _{\pm }^{(0,\;0)}={\frac {2+K\pm {\sqrt {K^{2}+4K}}}{2}},}
{\displaystyle \lambda _{\pm }^{(\pi ,\;0)}={\frac {2-K\pm {\sqrt {K^{2}-4K}}}{2}}.}
Поскольку {\displaystyle K>0}, то отсюда следует неравенство {\displaystyle \lambda _{+}^{(0,\;0)}>1}. В то же время справедливо неравенство {\displaystyle \lambda _{-}^{(0,\;0)}<\lambda _{+}^{(0,\;0)}<1} для произвольных {\displaystyle K>0}. Таким образом стационарная точка {\displaystyle (0,\;0)} является неустойчивой гиперболической точкой. Стационарная точка {\displaystyle (\pi ,\;0)} является устойчивой эллиптической точкой при {\displaystyle 0\leqslant K<4}, поскольку тогда {\displaystyle \mathrm {Re} \left|\lambda _{\pm }^{(\pi ,\;0)}\right|=1}. Для {\displaystyle K\geqslant 4} стационарная точка {\displaystyle (\pi ,\;0)} теряет устойчивость и становится гиперболической.
Ниже критического значения параметра, {\displaystyle K<K_{c}} (рис. 1) инвариантные торы делят фазовое пространство системы так, что момент импульса {\displaystyle p} является ограниченным — иными словами, диффузия {\displaystyle p} в стохастическом слое не может выходить за границы, ограниченные инвариантными торами. «Золотой» инвариантный тор разрушается, когда число вращения достигает значения {\displaystyle r_{g}=({\sqrt {5}}-1)/2}, что соответствует критическому значению параметра {\displaystyle K_{g}=0{,}971\ 635\ldots } (фазовое пространство системы для {\displaystyle K=0{,}971\ 635} изображено на рис. 2). На данный момент строго не доказано, что {\displaystyle K_{c}=K_{g}}, однако численные расчеты показывают, что это скорее всего так. На сегодняшний день существует лишь строгое доказательство того, что при {\displaystyle K>63/64=0{,}984\;375>K_{c}} наблюдается режим глобального хаоса, когда стохастическое море с отдельными островками устойчивости покрывает всё фазовое пространство (см. рис. 3). Инвариантных торов, ограничивающих эволюцию в фазовом пространстве, уже нет, и можно говорить о диффузии траектории в хаотическом море.
Энтропия Колмогорова — Синая стандартного отображения хорошо описывается соотношением {\displaystyle h\approx \ln(K/2)} для значений контрольного параметра {\displaystyle K>4}

## Квантовое стандартное отображение
Переход на квантового стандартного отображения происходит заменой динамических переменных {\displaystyle (p,\;x)} квантовомеханическими операторами {\displaystyle ({\hat {p}},\;{\hat {x}})}, которые удовлетворяют коммутационному соотношению {\displaystyle [{\hat {p}},\;{\hat {x}}]=-i\hbar }, где {\displaystyle \hbar } — эффективная безразмерная постоянная Планка.
Основным свойством квантового отображения по сравнению с классическим является так называемое явление динамической локализации, заключающейся в подавлении хаотической диффузии за счёт квантовых эффектов.

## Применение
Много физических систем и явлений сводятся к стандартному отображению. Это, в частности,
- динамика частиц в ускорителях;
- динамика кометы в Солнечной системе;
- микроволновая ионизация ридберговских атомов и автоионизация молекулярных ридберговских состояний;
- электронный магнетотранспорт в резонансном туннельном диоде;
- удержание заряженных частиц в зеркальных магнитных ловушках.

### Модель Френкеля — Конторовой
Модель Френкеля — Конторовой следует выделить отдельно как первую модель, в которой уравнения стандартного отображения были записаны аналитически. Эта модель используется для описания динамики дислокаций, монослоев на поверхностях кристаллов, волн плотности заряда, сухого трения. Модель в стационарном случае задаёт связь между положениями взаимодействующих частиц (например, атомов) в поле пространственно-периодического потенциала. Функция Гамильтона одномерной цепочки атомов, взаимодействующих с ближайшими соседями через параболический потенциал взаимодействия и находящимися в поле косинусоидального потенциала, который описывает кристаллическую поверхность, имеет следующий вид:
{\displaystyle H=\sum _{n}\left({\frac {P_{n}^{2}}{2}}+{\frac {(x_{n+1}-x_{n})^{2}}{2}}-K\cos x_{n}\right),\quad P_{n}={\dot {x}}_{n}.}
Здесь {\displaystyle x_{n}} — отклонение атома от своего положения равновесия. В стационарном случае ({\displaystyle P_{n}\equiv 0}) это приводит к следующему уравнению
{\displaystyle x_{n+1}-2x_{n}+x_{n-1}=K\sin x_{n},}
которое заменой {\displaystyle p_{n+1}=x_{n+1}-x_{n}} можно свести к обычной записи стандартного отображения.